# Anne Mäkinen
Anne Maarit Mäkinen (Helsinki, 1 februari 1976) is een voormalig Fins voetbalspeelster die speelde als middenvelder.

## Carrière

### Clubs
Mäkinen studeerde van 1997 tot 2000 aan de Universiteit van Notre Dame in Indiana waar ze speelde bij het universiteitsteam Notre Dame Fighting Irish. In 1997 werd ze Rookie of the year en in 2000 werd ze uitgeroepen tot most valuable player (MVP). Ze werd vier jaar op rij geselecteerd voor het All Stars of University-voetbalteam.
Mäkinen was de eerste Finse speelster die in de Women's United Soccer Association aantrad. Ze speelde bij Washington Freedom en Philadelphia Charge en vervolgens bij de New Jersey Wildcats in de USL W-League. Vanaf 2005 ging ze in de Zweedse competitie (Damallsvenskan) voetballen bij Umeå IK, Bälinge IF en AIK Fotboll.

### Nationaal elftal
Mäkinen debuteerde op 15-jarige leeftijd bij het Fins vrouwenelftal en werd op 17-jarige leeftijd uitgeroepen tot Fins voetbalster van het jaar. Ze speelde voor het Fins vrouwenelftal van 1991 tot 2009 en speelde 118 interlands waarbij ze 16 maal scoorde. Mäkinen maakte deel uit van het Fins nationaal elftal in 2005 toen ze de halve finale haalden op het Europees kampioenschap voetbal vrouwen en speelde ook mee in 2009 op het Europees kampioenschap voetbal vrouwen.

## Palmares
- 1993, 2004: Fins voetbalster van het jaar
- 2005, 2006: Winnaar Zweeds kampioenschap (Damallsvenskan)